# Distoleon burmanus
Distoleon burmanus is een insect uit de familie van de mierenleeuwen (Myrmeleontidae), die tot de orde netvleugeligen (Neuroptera) behoort. 
Distoleon burmanus is voor het eerst wetenschappelijk beschreven door Navás in 1931.